# Меришор (Букурешчи)
Меришор (рум. Merișor) насеље је у Румунији у округу Хунедоара у општини Букурешчи. Oпштина се налази на надморској висини од 526 m.

## Становништво
Према подацима из 2002. године у насељу је живело 113 становника, од којих су сви румунске националности.